# Murgathaul
Murgathaul is een census town in het district Paschim Bardhaman van de Indiase staat West-Bengalen.

## Demografie
Volgens de Indiase volkstelling van 2001 wonen er 7.872 mensen in Murgathaul, waarvan 55% mannelijk en 45% vrouwelijk is. De plaats heeft een alfabetiseringsgraad van 53%.